# Lawrence Whitney

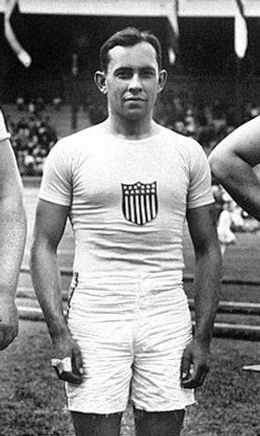
Lawrence Whitney bei den Olympischen Spielen 1912

Lawrence Whitney (Lawrence Atwood „Larry“ Whitney; * 2. Februar 1891 in Millbury, Massachusetts; † 24. April 1941 in Boston) war ein US-amerikanischer Kugelstoßer.
1912 gewann er bei den Olympischen Spielen in Stockholm mit einer Weite von 13,93 m die Bronzemedaille hinter seinen Landsleuten Pat McDonald (15,34 m) und Ralph Rose (15,25 m). Im beidhändigen Kugelstoßen wurde er Vierter und im Diskuswurf kam er auf den 20. Platz.
Im Jahr darauf wurde er US-Meister und 1914 stellte er mit 14,64 m seine persönliche Bestleistung auf. 
Lawrence Whitney war Absolvent des Dartmouth College.